# Hispano Films
Hispano Films va ser un laboratori i productora cinematogràfica que es va fundar a Barcelona el 1902 per Lluís Macaya i Albert Marro.
El naixement d'aquesta productora, però, va sorgir amb l'associació de tres emprenedors espanyols del cinema primitiu, en un principi sota el nom de "Macaya y Marro". Aquest fet, va donar lloc a la constitució d'una de les marques més productives del primer cinema espanyol, la qual a finals de decada ja rebia el nom Hispano Films. Els tres emprenedors van ser: Lluís Macaya, un soci capitalista que en un principi va donar nom a l'empresa; Albert Marro, un home de negocis propietari de varies sales d'exhibició; i finalment, Segundo de Chomón, un expert tècnic, realitzador creatiu i col·laborador de l'empresa francesa Pathé Frères, que es va instal·lar temporalment a Barcelona. Aquesta col·laboració però, va acabar dos o tres anys després, amb la mort de Macaya al 1904, i el retorn de Chomón a França al 1906 per continuar treballant a França amb Pathé.
Finalment, la companyia va desaparèixer l'any 1918, amb un incendi que va causar la destrucció dels laboratoris i dels estudis. De manera que Albert Marro, el seu fundador i col·laborador permanent durant els 16 anys de durada de l'empresa, va perdre tot el seu patrimoni fílmic, maquinari i immobiliari, sense la possibilitat de poder recuperar-lo.

## Evolució
Hispano Films va tenir continuïtat fins 1918, tot i que amb diversos noms i canvis pel camí.
- Inicialment, va fundar-se com a "Casa Macaya" o "Macaya y Marro", entre 1902 i 1906.
- Amb la mort de Macaya i el retorn de Chomón a França, Marro va contractar a Ricard de Baños com a operador, el qual va acabar compartint direcció amb ell. També, per tal de financiar el negoci, va associar-se a Soler com a col·laborador capitalista. Així que l'empresa va passar a dir-se "Marro-Soler i Cia." entre 1906 i 1908.
- Al 1908, va entrar al negoci Josep Maria Tarré com a soci capitalista, per tal de substituir a Soler; aquest fet, va provocar que la productora tornés a experimentar canvis, i amb aquests, va obtenir un nou nom, "Marro i Tarré S. en C." L'arribada d'aquest nou soci, va impulsar la productora i va portar a la inauguració de nous locals a Barcelona i una sucursal a Madrid.
- Un any després, a causa de la millora econòmica aconseguida gràcies a aquests últims canvis i els reportages realitzats per Baños sobre la guerra del Rif al Marroc, es van construir una galeria per al rodatge i uns laboratoris nous a Sant Gervasi, dels quals es va fer càrrec Baños degut a què portava ja tres anys treballant a la productora com a ajudant.
- A finals de 1909, van aparèixer les seves primeres produccions des dels laboratoris de Sant Gervasi, amb la marca ja definitiva d'Hispano Films. Tot i que no es van inscriure al registre fins 1911. La productora va iniciar el seu patrimoni a partir de la còpia de reportatges d'actualitat i documentals que reflectien una tendència cosmopolita i variada; la seva especialitat van ser els reportatges sobre esdeveniments socials i històrics.
- L'enfortiment econòmic aconseguit va permetre a la productora la producció d'audiovisuals argumentals; des de curts còmics, fins a films del gènere dramaticohistòric. Tots ells codirigits per Marro i Baños.
- Entre 1911 i 1914, la firma va arribar a ser la productora de Barcelona més sòlida i amb visió més comercial. Ja que durant aquest periode, a més dels gèneres anteriors, va incorporar els llargmetratges de ficció orientats cap al melodrama d'ambientació burgesa.
- Va iniciar una nova etapa per la productora al 1914, quan Baños va abandonar la firma per fundar la seva pròpia productora amb el seu germà; la Royal Films. Aleshores, es va incorporar a l'equip l'operador Jordi Robert, amb qui van introduir els films d'aventures per episodis, els quals van tenir un gran èxit i van caracteritzar la productora durant aquest temps.
- L'últim film d'Hispano Films el van realitzar l'any 1917, ja que un any després la productora quedar destruïda a causa de l'incendi, impedint la seva reobertura per sempre.

## Filmografia

### Reportatges d'actualitat i documentals

#### 1906
- Ampurias
- Ibiza
- La Costa Brava
- Mallorca
- Menorca
- Tarragona romana

#### 1907
- Batalla de flores en Valencia
- Lérida
- Montserrat
- París, ciudad de la luz
- Roma y las ciudades romanas
- Carnaval en Oporto

#### 1909
- Barcelona en tranvía
- Barcelona vista en globo
- Andorra pintoresca
- De Málaga a Vélez-Málaga

### Reportatges d'esdeveniments històrics i socials

#### 1907
- Inundaciones en Cataluña
- Catástrofe ferroviaria en Riudecanyes y entierro de las víctimas en Cambrils

#### 1908
- El entierro del rey de Portugal y la coronación de su hijo
- Entierro del cardenal Casañas

#### 1909
- Homenaje a Guimerá en la plaza de Cataluña
- Visita del rey de Portugal a Madrid
- Sucesos de Barcelona: la Semana Trágica

### Curts còmics

#### 1908
- Dos guapos frente a frente
- Los polvos del rata

### Films dramaticohistòrics

#### 1908
- Don Juan Tenorio (1a versió)

#### 1910
- Locura de amor
- Don Juan de Serrallonga
- Don Juan Tenorio (2a versió)

#### 1911
- Justicia de Felipe II
- Don Pedro el Cruel

### Melodrames burgesos 1911-1914
- Los dos hermanos (1911)
- La fuerza del destino (1912)
- Magda (1913)
- Sacrificio (1914)

### Films d'aventures en episodis

#### 1914
- Diego Corrientes
- Serie de Oro del Arte Trágico (només 4 capítols, ambientació més urbana, continuació de la "sèrie" anterior)

#### 1915-1916
- Los misterios de Barcelona (film de més anomenada)

#### 1917
- El testamento de Diego Rocafort[2]